# Júlio Mário Abott de Castro Pinto
Júlio Mário Abbott de Castro Pinto (Campo Grande, 27 de novembro de 1914) foi um advogado, jurista, jornalista e político brasileiro, tendo sido prefeito de Três Lagoas e deputado estadual e federal pelo então estado de Mato Grosso.
Foi filho do Dr. Júlio Mario de Castro Pinto, General, médico do Exército, e de Inah Abbott de Castro Pinto, e casado com Nelly Castro Pinto, filha do General do Exército Vítor Francisco Lapagesse, e de Castorina Guedes Lapagesse. De seu casamento com Nelly, existem três filhos: Maria Cecília, Lílian Regina e Luís Carlos de Castro Pinto que seguiu a carreira do Dr. Júlio: Advogado e político tendo como marca registrada os traços herdados de seu pai: Honestidade e perseverança.
Formou-se em Direito pela Faculdade de Direito da Universidade do Brasil, aos 6 de dezembro de 1936 e em setembro de 1937 assumiu as funções de promotor de justiça da Comarca de Três Lagoas.
Em 1939, foi apontado pelo então interventor federal no estado de Mato Grosso, Júlio Müller, como Pretor da 3ª Circunscrição Judiciária, sendo designado para ocupar a Comarca de Paranaíba. Lá permaneceu até 1941, exonerando-se para se dedicar à advocacia a ao magistério na cidade de Campo Grande.
Em 1943, regressou a Paranaíba, onde fixou residência e advogou até 1945, quando foi nomeado pelo então governador interino Olegário de Barros, no Governo Linhares, prefeito da cidade de Três Lagoas. Passou, desde então, a residir nessa cidade, de onde só se afastou para ir exercer a funções de deputado estadual em Cuiabá durante a legislatura 1950-1954.
Na mesma, foi sucessivamente líder da bancada da UDN e presidente da Assembleia Legislativa. A seguir, foi eleito deputado federal na legislatura 1955-1959 e no mandato seguinte assumiu como suplente na vaga do deputado Correia da Costa.
Em ambos os mandatos, portou-se com dignidade e dedicação para com Mato Grosso e principalmente para com a região que representava, tendo prestado relevantes serviços à comunidade matogrossense.
No pleito de 1962, foi candidato a senador da República e companheiro de chapa do Dr. João Villasboas. Como não lograsse vitória, voltou a advogar em Três Lagoas.
Concomitantemente com a advocacia, foi jornalista e diretor-proprietário do jornal "Gazeta do Comércio", o mais antigo semanário de Mato Grosso, fundado por Elmano Soares e editado em oficinas próprias na cidade de Três Lagoas. Tem vários artigos jurídicos publicados em revistas especializadas. Em sua faina parlamentar, destacou-se como relator de algumas comissões de inquérito procedidas na Câmara dos Deputados do Brasil.
Em 1967 voltou a Assembleia Legislativa, eleito pelo MDB.
Em Três Lagoas, criou a Colônia Agrícola da Ilha Comprida e a Escola D. Aquino Correia. São de sua autoria, também, os projetos para a criação dos municípios de Água Clara, Cassilândia, e a Comarca de Aparecida do Taboado.